# Жаналык (Кербулакский район)
Жаналык (каз. Жаңалық, до 1997 г. — Развильное) — село в Кербулакском районе Жетысуской области Казахстана. Входит в состав Жайнак батырского сельского округа. Код КАТО — 194637400.

## Население
В 1999 году население села составляло 1239 человек (604 мужчины и 635 женщин). По данным переписи 2009 года, в селе проживало 1067 человек (508 мужчин и 559 женщин).